# Xã Smithfield, Quận Monroe, Pennsylvania
Xã Smithfield (tiếng Anh: Smithfield Township) là một xã thuộc quận Monroe, tiểu bang Pennsylvania, Hoa Kỳ. Năm 2010, dân số của xã này là 7.357 người.